# Steve Devin
Steve Devin (...) è un ex sciatore alpino statunitense.

## Biografia
Specialista della discesa libera originario di Winthrop e fratello di Betsy, a sua volta sciatrice alpina, Devin nella stagione 1974-1975 in Can-Am Cup vinse la classifica di specialità e gareggiò nel circuito nordamericano almeno fino al 1977; non prese parte a rassegne olimpiche e non ottenne piazzamenti di rilievo in Coppa del Mondo o ai Campionati mondiali.

## Palmarès

### Can-Am Cup
- Vincitore della classifica di discesa libera nel 1975[4]
- 1 podio[2] (dati parziali):
  - 1 vittoria

#### Can-Am Cup - vittorie
| Data            | Località  | Paese       | Specialità |
| --------------- | --------- | ----------- | ---------- |
| 13 gennaio 1977 | Sugarloaf | Stati Uniti | DH         |

Legenda:

DH = discesa libera